# El Acebuchal
El Acebuchal es una pedanía del municipio de Lora del Río, en la provincia de Sevilla, España.

## Población
| Núcleo de población | Tipo de entidad de población | Población |
| ------------------- | ---------------------------- | --------- |
| Acebuchal           | Aldea                        | 101       |
| La Rambla           |                              | 19        |
| El Rincón           |                              | 14        |
| El Acebuchal        | El Acebuchal                 | 134       |

## La aldea
Acebuchal se sitúa en la carretera CO-9007, a orillas del Canal del Bajo Guadalquivir, en la vega del mencionado río.

## Entorno natural
La zona está atravesada por varias vías pecuarias. El terreno es ondulado con colinas muy bajas, contiene extensos olivares que se distribuyen entre varias fincas y cortijos.